# Lactifluus marielleae
Lactifluus marielleae é uma espécie de fungos basidiomycota ectomicorrízicos, endêmica da região sudeste do Brasil. Esta espécie vive em ambientes de Mata Atlântica em altitudes acima de 500 metros. Este fungo foi nomeado em homenagem à política e ativista Marielle Franco. Não há nome popular em português, sendo que essa espécie faz parte de um grupo de gêneros de fungos que, em inglês, são popularmente chamados de “milkcaps”.
A espécie possui coloração alaranjada. O píleo possui de 2 a 9 centímetros de diâmetro, sendo inodor. As lamelas possuem de 1 a 4 milímetros de espessura. O estipe possui de 15 a 49 milímetros de comprimento e 5 a 17 milímetros de diâmetro. Seus basídios possuem dois ou quatro esporos.
Esta espécie encontra-se ameaçada (EN), de acordo com a IUCN, devido à perda da área e qualidade de seu habitat. A Mata Atlântica restante atualmente encontra-se altamente fragmentada e sofre de intensa interferência humana. L. marielleae possui cores vibrantes, sendo um fungo conspícuo, porém foram registrados pouquíssimas observações deste, portanto acredita-se que a população total não ultrapassa 2.500 indivíduos, sendo assim uma espécie rara.